# Laura Schuler
Pour les articles homonymes, voir Schuler.
Laura Lynne Schuler, née le 3 décembre 1970 à Scarborough (Ontario), est une joueuse de hockey sur glace canadienne.
Avec l'équipe du Canada de hockey sur glace féminin, elle est notamment médaillée d'argent olympique en 1998 à Nagano et triple championne du monde.

## Palmarès
- Médaille d'argent olympique de hockey sur glace féminin en 1998.
- Championne du monde en 1990, 1992 et 1997.